# Parada Policlínico
Policlínico es una parada ferroviaria de la ciudad de La Plata, Provincia de Buenos Aires, Argentina. Se encuentra ubicada en las proximidades del Policlínico General San Martín.

## Servicios
Es parada del servicio de tren ligero urbano del Tren Universitario la Línea General Roca desde la La Plata.